# Национальная политика ОУН
Национальная политика ОУН — отношение и планы украинских националистов из ОУН к гражданскому населению национальных меньшинств. Они характеризуются по-разному исследователями. Некоторые показывают ОУН(б)/УПА как организацию, лишённую особой враждебности к другим национальностям, другие же указывают на антисемитскую, антипольскую и антирусскую позиции и стремление устроить геноцид соответствующих меньшинств. ОУН изначально была настроена на сотрудничество с различными антикоммунистически настроенными народами для совместной борьбы против СССР. Это сотрудничество во многом зависело от того, считали ли они эти меньшинства дружественными себе, опасными или нет. Национальные меньшинства СССР ОУН стремилась привлечь для борьбы с российским империализмом.

## ОУН и евреи

### 1930-е годы
Во время Первой мировой войны в Галиции для украинского националистического движения «еврейского вопроса» в общественно-политическом смысле не существовало. В УСС и УГА служили евреи-солдаты и евреи-офицеры. В 1918 г. в УГА даже был создан отдельный еврейский курень. Будущий вождь украинского национализма Евгений Коновалец выступал против требований антисемитов убрать евреев из УСС.
Но с ходом времени ситуация изменилась, и к 1930-м гг. антисемитская риторика заняла значительное место в идеологии ОУН. На ухудшение антисемитских настроений послужило убийство в мае 1926 г. главы Директории Украинской Народной Республики (УНР) Симона Петлюры евреем Самуилом Шварцбурдом, которое он совершил в качестве мести за еврейские погромы, совершенные «петлюровцами». Убийство Петлюры вызвало неоднозначные реакции, в том числе оправдательный вердикт, вынесенный его убийце парижским судом. Еврейская пресса выступила в защиту убийцы, поэтому вскоре на евреев стали возлагать коллективную ответственность за убийство Петлюры. Как выясниться позже, этот стереотип во время еврейских погромов сыграл значимую роль.
В 1930-е гг. украинские националисты (и не только) часто отождествляли коммунизм и евреев. Вплоть до 1943 года ОУН использовалось определение «жидо-коммуна». Кроме того, у украинских националистов процветал, условно говоря, «экономический антисемитизм», когда для того, чтобы подорвать экономическое положение евреев и защитить экономические интересы украинцев, националисты проводили антиеврейские акции вроде бойкота еврейских товаров, порчи их имущества и даже поджогов еврейских домов. И это несмотря на то, что по сообщениям польской полиции, Краевая Экзекутива ОУН предписывала бороться против евреев только экономическими методами, в то время как против коммунистов всеми методами, «не исключая террора». Но имеются свидетельства, что руководство ОУН края прямо подталкивало рядовых националистов к погромам. Так, в брошюре, изданной в 1931 г. и предположительно написанной идеологическим референтом КЕ С. Ленкавским или Краевым проводником ОУН С. Охримовичем, написано: «Когда двор эксплуатирует село или фабрика рабочих, начнем стачку и откажемся работать так долго, пока не получим зарплаты какой хотим. Учителям полякам откажемся продавать молоко, яйца и т. п. В корчмах выбьем окна, разобьем бутылки с горилкою, а евреев прогоним из села». Во второй половине 1930-х гг. на Волыни начались антиеврейские акции. В 1936 г. на Волыни начались поджоги еврейских магазинов, организованные ОУН.

### Вторая Мировая война
После занятия советскими войсками осенью 1939 г. Западной Украины сформировавшийся ещё во время революции стереотип об СССР, как о «жидо-коммуне» и о засилье евреев в советских правоохранительных органах, в Галичине только укрепился. Его укреплению способствовала форсированная советизация региона. Многие лидеры и члены прежних «буржуазных» политических партий, культурные деятели арестовывались, тысячи реальных и мнимых врагов советской власти, социально чуждых и политически неблагонадежных граждан высылались в Сибирь. Особое внимание советских органов привлекала деятельность ОУН — единственной политической организации межвоенной Польши, которой, пускай и в глубоком подполье, удалось сохраниться, и которая продолжала свою деятельность. По Западной Украине прокатилась война арестов членов ОУН. По свидетельствам самих оуновцев, в некоторых регионах им был нанесен ощутимый удар. Ответственность за это вновь возлагали на евреев. Процент евреев в органах устанавливаемой советской власти был несколько выше, чем их число в населении региона, однако этому есть своё объяснение: впервые местные евреи получили возможность, не испытывая никакой дискриминации, включиться в политическую жизнь страны. Но даже такая большая представленность евреев в советских органах была только относительна — евреи отнюдь не составляли основу политического советского аппарата в регионе. Существовавший среди украинских националистов и в украинском обществе вообще стереотип еврея-коммуниста укрепился и к началу Второй мировой войны достиг своего апогея, когда степень агрессивности, питаемой к «жидо-коммуне» украинскими националистами и нацистами мало, чем отличались. Тот факт, что евреи, также как и представители других народов Западной Украины, высылались в Сибирь, украинскими националистами просто «не замечался».
На ІІ Съезде ОУН-Б в 1941 г. была сформулирована позиция украинских националистов относительно евреев. В политических постановлениях съезда отмечалось, что «евреи в СССР являются наипреданнейшей опорой господствующего большевистского режима и авангардом московского империализма на Украине. Противоеврейские настроения украинских масс использует московско-большевистское правительство, чтобы отвернуть их внимание от действительной причины лиха и чтобы во время восстания („зриву“) направить их на погромы евреев. Организация украинских националистов борется против евреев как опоры московско-большевистского режима, осознавая в то же время, что Москва — главный враг» (п. 17).
К началу Великой Отечественной войны бандеровцы подошли с уже сложившимися стереотипами в отношении поляков, евреев, русских. Надо учитывать и тот факт, что ОУН на первоначальном этапе войны позиционировала себя как союзника гитлеровцев, поэтому антисемитская риторика просто обязана была быть особенно жесткой. Советский строй бандеровцы отождествляли с «большевистско-еврейской диктатурой». В бандеровских листовках, распространяемых в начале войны, евреи недвусмысленно выступают в качестве народа-эксплуататора: «ссуды, налоги с колхоза, налоги с Вашего несчастного хозяйства, мясозаготовки, заготовки молока, яиц — все несли Вы евреям, а дети ваши почти никогда не видели этого».
Существует важное отличие украинского массового антисемитизма от немецкого. Немецкие документы сообщали, что на Украине был сильно распространён антисемитизм, но он имел преимущественно религиозный, а не расовый характер.
Вскоре после начала советско-германской войны начались первые еврейские погромы. В июне-июле 1941 г. они произошли (с большей или меньшей степенью жестокости) в 26 украинских городах Галиции и Волыни.
Погромы явились страшным бедствием для западноукраинских евреев. Количество жертв июльских погромов на Западной Украине по разным подсчётам составляет от 12 до 28 тысяч евреев. Айнзацгруппам в самом начале войны рекомендовалось инициировать антиеврейские погромы, но делать это незаметно. Однако в некоторых случаях уничтожение членами ОУН евреев началось ещё до прихода немцев.
Украинский историк Феликс Левитас утверждает, что простые граждане не поддались на немецкие провокации и не участвовали в погромах. Однако, воспоминания выживших евреев однозначно свидетельствуют, что местное украинское население принимало активное участие в этих погромах. Степень ярости украинского населения по отношению к евреям будет невозможно понять без упоминания о действиях советской власти во время отступления. Перед уходом из Западной Украины сотрудники НКВД, не успевая эвакуировать, расстреляли несколько тысяч заключённых, включая подростков, во многих городах. Во Львове, например, было убито от 2.5 до 7 тысяч человек, среди расстрелянных был и брат будущего главнокомандующего УПА, и лидера ОУН-Б — Романа Шухевича. Как правило, погромы начинались уже после обнаружения трупов заключённых убитых энкаведистами, и в соответствии со сложившимся стереотипом еврея-коммуниста ответственность за эти действия были возложены на еврейскую общину целиком.
Есть свидетельства, что через радиоэфир из захваченных украинскими националистами радиостанций, они призывали уничтожать евреев. Согласно докладу эйнзацгруппы, после отхода советских войск во Львове местные жители согнали 1000 евреев в тюрьму НКВД, затем большую их часть убила украинская полиция, которая была организована ОУН, однако состояла не только из членов ОУН.
Немецкий историк Дитер Поль считает, что информация об участии членов батальона «Нахтигаль» в Львовском погроме, противоречива. Вероятно, солдаты 2-й роты батальона, принимали участие в расправе над евреями в тюрьме Бригидки. Однако не все ученые согласны с тем, что батальон участвовал в погроме. Ответу на вопрос, участвовал ли батальон «Нахтигаль» в уничтожении поляков и евреев во Львове, посвящена глава книги Ивана Патриляка. В ней он рассматривает как сами источники, касающиеся пребывания бойцов «Нахтигаля» во Львове, так и формирование советского историографического стереотипа об участии подразделения Дружин украинских националистов в уничтожении евреев и польских профессоров. После изучения источников украинский исследователь приходит к выводу, что, хотя в предвоенной идеологии ОУН содержались положения, призывающие к уничтожению евреев, имеющиеся в наличии источники не подтверждают версию о том, что члены «Дружины» участвовали в уничтожении евреев, он признаёт, что в уничтожении евреев принимали участие некоторые украинцы-члены полицейских формирований (но не батальона «Нахтигаль»). В еврейском погроме, по его мнению, участвовали только украинские деклассированные элементы («шумовиння»). «Нахтигаль» как организация, по его мнению, в антиеврейских акциях не был замешан, а убийство некоторыми бойцами батальона «Нахтигаль» евреев, учинённое через несколько дней в Винницкой области членами батальона, было совершенно «в состоянии аффекта» по просьбе населения и не было отражением политики ОУН по отношению к евреям.
Антисемитизм сохранился у украинских националистов и после того, как погромы закончились. После их окончания украинская милиция в городах Западной Украины следила за исполнением немецких предписаний относительно евреев.
Ещё одной дискуссионной темой в историографии является участие Буковинского куреня, вооружённого формирования, подчинённого мельниковскому крылу ОУН в расстреле евреев в Бабьем Яре в сентябре 1941 г. Существуют разные мнения относительно того, принимал ли участие курень Петра Войновского в расстреле евреев. Долгое время считалось, что бойцы Буковинского куреня принимали участие в расстреле евреев в Бабьем Яре. Но в последнее время появились работы, опровергающие это, указывая на то, что на момент начала расстрелов, курень в Киеве отсутствовал. Однако достоверно известно, что при выступлении куреня из Буковины для демонстрации своего доброго отношения к Германии руководством ОУН Буковины во главе с Войновским после отступления советских войск была организована серия еврейских погромов. Только в селе Милиеве 5 июля было уничтожено 120 человек. Подобные расправы над евреями были учинены ещё как минимум в 6 селах.
Массовые репрессивные действия нацистских властей, развёрнутые против националистов вначале осени 1941 года в буквальном смысле слова вынудили перейти ОУН (Б) на антинемецкие позиции. Однако на крайне негативное отношение бандеровцев к евреям это не повлияло. Согласно немецким документам, новый лозунг националистов, датируемый осенью 1941 года, звучал так: «Да здравствует независимая Украина без евреев, поляков и немцев. Поляки за Сан, немцы в Берлин, евреи на крюк!».
Конкретизация политики ОУН по отношению к евреям произошла осенью 1942 г. По решению І Военной Конференции ОУН, состоявшейся в октябре 1942 г., евреев не следовало уничтожать, но нужно было «выселить их с Украины, дав им возможность кое-что вывезти из своего имущества». С ними, по мнению лидеров ОУН, необходимо было считаться из-за их сильного влияния в Англии и Америке. Однако подобное отношение не распространялось на военнопленных «политруков и евреев», которых приказывалось «уничтожать».
Весной 1943 года некоторые евреи параллельно с поляками попали под удар УПА-ОУН и СБ ОУН на Волыни. Иногда еврейским партизанским отрядам, которые были сформированы из выходцев из гетто, приходилось отражать нападения украинских националистов.
С весны 1943 года отряды УПА стали использовать в качестве рабочих для своих нужд евреев сбежавших из концлагерей и примкнувших к ним. В апреле 1943 г. около Порицка на Волыни был создан лагерь из 100 евреев. Тогда же в Кудринках был создан другой лагерь, включавший 400 евреев. Ещё один лагерь был организован в местечке Степань летом 1943 г. В нём трудилось более 40 еврейских семей с детьми. Евреи главным образом использовались как пошивщики одежды и белья. Помимо специальных лагерей, где использовались евреи-специалисты, в УПА присутствовало большое количество евреев-врачей. Присутствие евреев в УПА факт общеизвестный в историографии. О нахождении врачей-евреев в УПА свидетельствуют и советские документы. Вероятно, многие евреи поступали на службу в УПА, поскольку не имели другого выбора, так как присутствие в коллективе давало им больше шансов на выживание, а также — возможность мстить своим обидчикам-немцам. Они с охотой шли служить в организацию, борющуюся с немцами, но не были готовы и не имели желания служить в организации, воюющей с СССР.
То, что в УПА служило много медиков-евреев, часто используют как доказательство интернационализма УПА и свидетельством в пользу того, что в ОУН не существовало никакого антисемитизма. Однако это не так. Несмотря на то, что в ОУН существовал антисемитизм, политика уничтожения евреев не распространялась на «специалистов», к которым бесспорно принадлежали медики УПА. Евреям-врачам сохранялась жизнь, их даже специально выкрадывали из гетто и трудовых лагерей только потому, что они были крайне нужны для УПА.
Говоря о сравнительно большом количестве евреев-специалистов в УПА, следует учитывать, что именно евреи-специалисты были той категорией евреев, которой удалось сохранить свою жизнь до 1943 года. Прочие евреи — интеллигенция, старики, дети — были к тому времени уже, в основном, уничтожены. По крайней мере, часть евреев-специалистов и врачей в УПА вполне могла спокойно дожить до окончания войны или прибытия советских войск и сохранить положительные воспоминания о своём пребывании в УПА. По показаниям выживших еврейских врачей, служивших в УПА, обращались с ними весьма гуманно. Это выгодно отличало украинских националистов от других праворадикальных режимов, использовавших евреев. Румынские врачи-специалисты должны были носить особые еврейские отличительные знаки. Об отношении немцев к евреям-специалистам и говорить не стоит. Возможно, гуманное обращение украинских националистов с евреями было связано с уже указывавшимся ранее стремлением использовать влияние евреев в странах союзников.
В августе 1943 года в время ІІІ Чрезвычайного Съезда ОУН-Б в программе УПА появились пункты (пп. 10-12) о гражданских правах, ранее полностью отсутствовавшие в программе ОУН. Гарантировались права и национальным меньшинствам. Украинские националисты стремились доказать всем, что не являются антисемитами, поэтому призывали и своих сторонников не вести антиеврейской деятельности. По воспоминаниям некоторых националистов, у них были инструкции от УПА не делать евреям зла. Однако на практике случаи уничтожения евреев украинскими националистами продолжались. Упоминаемые украинским историком Ярославом Грицаком «свидетельства» о том, что Роман Шухевич после того, как стал во главе украинского повстанческого движения, издал распоряжение членам УПА не участвовать в еврейских погромах, совершенно не соответствуют реальной практике обращения украинских националистов с евреями в 1943—1944 гг.
Важное место в пропаганде образа не антисемитской ОУН играет история еврейской девочки Ирины Райхенберг, якобы спасённой женой Романа Шухевича при личном участии Шухевича. По утверждениям Владимира Вятровича, именно Шухевич помог с изготовлением для девочки новых документов на имя украинки Ирины Рыжко (по которым она значилась дочерью погибшего офицера Красной армии), а после того, как Наталья Шухевич была арестована гестапо, Роману Шухевичу удалось переправить девочку в сиротский приют при женском грекокатолическом монастыре василианок в Пилипове, близ местечка Кулыкив — в 30 км от Львова.
Осенью 1944 года, по всей видимости, происходит окончательное изменение политики ОУН по отношению к евреям. 5 сентября 1944 г. командование ВО «Буг» издало приказ 11/1944, в соответствии с которым с евреями, как и с прочими народами, надо было обращаться как с национальными меньшинствами.
Во временной инструкции организационной референтуры Краевого провода ОУН на ЗУЗ от 7 сентября 1944 г. в отношении евреев предписывалось: «Против евреев не предпринимать никаких акций. Еврейский вопрос перестал быть проблемой (их стало очень мало). Это не относится к тем, которые выступают против нас активно».
Освобождение советскими войсками Западной Украины положило конец нацистскому геноциду евреев. Евреи, которые до войны были одним из самых многочисленных народов на Западной Украине, после войны практически исчезли на этой территории. С приходом советских войск отпала необходимость для евреев прятаться в лесах. Те евреи, которые там были, включая врачей и других специалистов из УПА, вернулись в города. Контакты УПА с евреями прекратились, но на бытовом уровне внутри актива УПА антисемитизм сохранялся. Отказ от антисемитских лозунгов и программное признание прав всех национальностей, включая евреев, не означало, что лидеры украинских националистов перестали быть антисемитами. Так, по показаниям Порендовского-Заболотного осенью 1945 г. в его присутствии глава политической референтуры ОУН Дмитрий Майивский заявил: «Хорошо произошло, что немцы уничтожили евреев, ибо этим ОУН избавилась одних своих врагов». Подобного рода заявления сделал осенью 1946 г. и член Провода ОУН Ярослав Старух.
Таким образом, ни либерализация идеологии ОУН, ни окончание Холокоста на территории Украины не привели к полному исчезновению антиеврейских предубеждений среди рядового актива и руководства украинских националистов. Точное число жертв неизвестно. По мнению Гжегожа Мотыки, число евреев, убитых непосредственно УПА, не превышает 1-2 тысячи, при этом большая их часть погибла на Волыни в 1943 году. Другой польский исследователь Ева Семашко, основываясь на своём исследовании, озвучила цифру в 1200 евреев, погибших на Волыни, однако, по её мнению, действительное число евреев, убитых украинскими националистами, существенно больше. По данным израильского исследователя Арона Вайса, на Западной Украине оуновцами (и бандеровцами, и мельниковцами) уничтожено около 28 тыс. евреев.

## ОУН и поляки

### Межвоенный период
Отношения поляков и украинцев на западных украинских землях имеют длительную предысторию противостояний и конфликтов. Поэтому неудивительно, что некоторые историки пытаются вывести корни польско-украинского вооружённого противостояния в годы Второй мировой войны чуть ли не из Хмельничины. Но, в действительности, такое удревнение украинско-польского противостояния 1940-х гг. очень мало рассказывает о реальных причинах конфликта. Его корни берут истоки в менее отдалённом прошлом.
После разделов Речи Посполитой украинские земли оказались в составе двух государств. Волынь перешла под скипетр императора Российской Империи, а Галичина — Австрии. Положение украинских земель в Российской империи и Австрии существенным образом различалось. Если в России вплоть до 1905 г. фактически отрицались любые права украинцев на культурно-национальное развитие, то в Австрийской Галиции ситуация была более благоприятной для развития украинского национального движения. В Галиции украинцы получили возможности для развития языка, открытия украинских школ, со временем они получили право выбора украинских депутатов в рейхсрат. Однако ситуация в Галиции осложнялась тем, что власти Австро-Венгрии фактически дали Галицию на откуп полякам, занимавшим все важные административные места в регионе, которые они в том числе использовали для борьбы с украинским национальным движением. Все это вело к развитию и укреплению антипольских стереотипов среди украинской интеллигенции.
Ещё более важным для формирования ненависти к полякам и польскому господству среди части украинского населения Галичины стал опыт украинско-польской войны 1918—1919 гг., которая закончилась поражением Украинской Галицкой армии. После этого украинская Галичина перешла в руки поляков, хотя её юридический статус не был окончательно определён вплоть до 14 марта 1923 г., когда Совет Послов утвердил передачу Восточной Галиции Польше.
Очевидно, что присоединение западноукраинских земель к Польше вопреки желанию большинства населения, жесткая польская политика по отношению к украинцам, направленная на ассимиляцию украинского населения, не могли не вызвать недовольство украинского населения. Изначально большинство украинских политических партий занимали антипольские позиции. Однако со временем ситуация изменилась. После начала репрессий против украинской интеллигенции в СССР и голода/голодомора 1933 г. многие украинские политические партии ІІ Речи Посполитой стали искать возможность налаживания отношений с польскими политическими силами, рассматривая пребывание украинских земель в Польше как меньшее зло по сравнению с угрозой украинцам, исходящей со стороны большевиков.
В начале 1920-х гг. были созданы и отдельные пропольские украинские партии, занявшие позицию полной лояльности по отношению к польскому государству. К таким партиям относились созданная в 1924 г. Украинско-русинская партия хлеборобов («Українська-руська партія хліборобів») и созданный в 1926 г. Украинский народный союз («Український народний союз»).
Кроме того, в начале 1920-х гг. с пропольских позиций выступал и идеолог украинского национализма Дмитрий Донцов. Он полагал, что для успешной борьбы против России украинцам нужно ориентироваться на Польшу. Подробно свои геополитические представления о значении ориентации на Польшу он обозначил в работе «Основы нашей политики».
Пропольской ориентации придерживалось и правительство УНР в изгнании. Как известно, в своё время Симон Петлюра заключил союз с Юзефом Пилсудским ради совместной борьбы с большевиками.
В эмиграции Симон Петлюра, несмотря на провал заключённого в 1920 г. союза с Польшей, продолжал считать СССР основным врагом Украины и выступать за союз с Польшей. После убийства С. Петлюры в 1926 г. правительство УНР в изгнании во главе с А. Ливицким, продолжало ориентацию на Польшу, надеясь, что она поможет добиться независимости Украины. В августе 1926 г. А. Ливицкий при посредничестве В. Славека передал Пилсудскому меморандум с предложением создать украинский военный штаб, который бы работал над планом воссоздания Армии УНР на случай войны. В феврале 1927 г. такой штаб действительно был создан и некоторое время действовал нелегально.
Хотя польские власти и не решились на новый поход на Киев, они поддерживали Государственный центр УНР, в том числе и финансово.
Подобная пропольская, «соглашательская», позиция правительства УНР в изгнании, не брезговавшего сотрудничеством с «оккупантами», и политика западноукраинских политических партий, направленная на компромисс с польскими властями ради уступок украинцам, не затрагивавших вопроса «оккупации» западноукраинских земель, совершенно не устраивала ОУН, которая в начале 1930-х гг. стала одним из наиболее активных выразителей недовольства украинцев польской антиукраинской политикой. В отличие от многих других западноукраинских партий, часто стремившихся найти какой-либо политический компромисс с польской политической элитой, украинские националисты последовательно выступали против оккупации украинских земель Польшей (пребывание западноукраинских земель в составе Второй Речи Посполитой они воспринимали именно как оккупацию) и отвергали любые компромиссы с польской властью. Украинская полонофильская эмиграция (равно как и западноукраинские сторонники соглашательства с Польшей) стала объектом жесткой критики со стороны ОУН.
При этом объектом ненависти украинских националистов становилось не только польское правительство или пропольски настроенные украинские политики, зачастую им становилось само польское население западноукраинских земель. Этому способствовало и то, что национальный аспект «польского вопроса» на западноукраинских землях отягощался социальным. Большинство крупных земельных собственников в Галичине были поляками, что в условиях бедности украинского населения вызывало недовольство украинских крестьян. Летом 1930 г. это недовольство перешло в открытое противостояние, когда украинцы массово начали поджигать помещичьи хозяйства (так называемая «саботажная акция»). Изначально «саботажная акция» была инициирована местными активистами ОУН, однако акты саботажа совершались не только активистами ОУН.

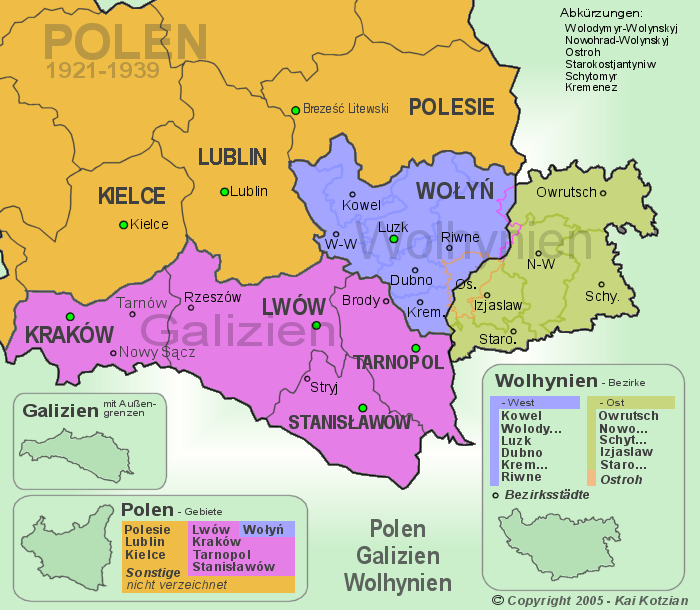
Юго-восток Польши и исторические области Волынь и Галиция в период между двумя Мировыми войнами

В 1932 г., уже независимо от украинских националистов, на Волыни стали возникать восстания украинских крестьян против помещиков, осадников и представителей польской власти.
Крестьянские выступления 1930-х гг. носили как социальный, так и национальный характер. Антипольский фактор преобладал в саботажных актах, совершаемых украинскими националистами. Однако крестьянские выступления 1930-х гг. нельзя свести только к деятельности ОУН, они носили более широкий характер. В них участвовали не только члены и сторонники ОУН, но и прокоммунистически настроенные крестьяне Волыни. Несмотря на позднейшие попытки части украинской историографии представить крестьянские выступления украинцев 1930-х гг. как прямых предвестников Волынской резни, якобы имевшей характер народного восстания крестьян-украинцев против панов-поляков, между крестьянскими выступлениями 1930-х гг. и Волынской резнёй 1943 г. имелись существенные различия. Украинские восстания 1930-х гг. хотя и были направлены против поляков-панов и осадников, не были направлены против поляков как таковых, поляков как этнической группы. Целью антипольских действий УПА было имущество польских помещиков, борьба за изменение социально-политического строя и независимость Украины, а не жизнь поляков. Во время этнической чистки поляков на Волыни в 1943 г. целью украинских националистов было изгнание поляков с украинской «этнографической территории», а не уничтожение или присвоение себе их имущества, хотя возможность поживиться за счёт польского имущества привлекла к антипольской акции ОУН дополнительное число украинцев.
В одной из своих брошюр, написанной в 1931 г., «Как и за что мы боремся с поляками» («Як i за що ми боремося з поляками») Краевая Экзекутива ОУН объясняла причины своей нелюбви к Польше и полякам и намечала методы своей борьбы за освобождение. Западноукраинские земли украинские националисты рассматривали как украинские земли, сотни лет назад завоеванные поляками, на которых с тех пор они проводят беспрерывную эксплуатацию украинского населения. Со времен завоевания западноукраинские земли стали ареной непрерывной борьбы между украинцами и поляками. Единственным возможным способом изменить ситуацию украинские националисты Галичины видели вооружённое восстание украинского народа. При этом, согласно авторам брошюры, «революционную борьбу» против польского господства «украинские массы» должны были начинать уже сейчас, путём экономической борьбы против поляков-колонистов (бойкот) и ответных акций, в том числе с применением методов физического воздействия, против польских полицейских, кооперативов и т. д..
Украинские националисты использовали недовольство украинцев своим социальным положением для разжигания ненависти к полякам. Ещё в начале 1930-х гг. украинские националисты в Галичине распространяли листовку, в которой рассказывалось о задачах будущего украинского государства. Среди прочего, отмечалось, что одна из задач заключается в том, чтобы «удалить за свои границы враждебный московский и польский элемент, который отбирает труд и землю у украинцев и помогает их порабощению».
Послевоенные воспоминания поляков и другие источники демонстрирует, что желание изгнать поляков с украинских земель, было присуще части украинского сельского населения Волыни ещё в 1930-е гг. и в 1941 г. во время нападения Германии на СССР.
Идея изгнания с Украины «враждебного элемента» получила распространение среди части населения Западной Украины ещё до начала Второй мировой войны, однако она исходила снизу и не была обусловлена каким-либо программным постановлением ОУН.
Украинские националисты не ограничивались только угрозами, на местах особо пылкие националисты приступали к активным действиям. Пиком террористической деятельности ОУН стало убийство министра внутренних дел Польши Бронислава Перацкого — акт мести за преследования украинских националистов и политику полонизации. Организатор этого террористического акта, один из молодых лидеров ОУН Степан Бандера, в 1936 году был приговорен к пожизненному заключению, но приобрел огромную популярность.
В конце 1930-х гг. ОУН на местах проводила «противоколонизационную» акцию. Так, по воспоминаниям оуновца Б. Казановского, весной 1937 г. полякам колонии рядом с. Дмитровом было приказано до утра покинуть свои дома, в противном случае им грозили смертью. После того, как поляки покинули свои жилища и бежали в Польшу, их дома были сожжены. Также были сожжены все польские скирды в селах Кривее и Щуровичи. Эта акция была организована уездной экзекутивой ОУНБ.
Позже, во время войны, практика сжигания домов польских колонистов после их бегства будет продолжена. Согласно логике украинских националистов, участвовавших в антипольских акциях, на Украине не должно было остаться и следа польскости. Примечательно, эти «противоколонистские» акции проводились под лозунгом «Украинская земля для украинцев», что опровергает мнение тех историков, которые утверждают, что лозунг «Украина для украинцев» не нес никакой дискриминационной нагрузки и означал Украину для всех граждан Украины. Эти акции были проведены не по инициативе КЕ ОУН, их идея исходила снизу. Примечательно, что инициатором этих акций был областной проводник И. Климов, один из будущих лидеров ОУН, который и впоследствии будет особенно непримирим к «врагам» Украины.
После войны поляк, житель села Швейков, вспоминал, как ещё в 1930-е гг. один украинец, находившийся под влиянием ОУН, заявлял, что вскоре будет война, а после войны на украинских землях не будет уже поляков и Польши, все поляки должны будут покинуть украинские земли, а те, кто не захотят выехать, будут вынуждены это сделать.

### Вторая Мировая война
Некоторые пленённые оуновцами польские солдаты были убиты, остальные разоружались и передавались немцам и красноармейцам. Пользуясь возникшим после вступления в войну СССР хаосом, украинские националисты начали совершать расправы над польскими военными, политическими активистами, а также сельскими учителями. В отдельных местах доходило даже до польских погромов. Так, в селе Словятин местными украинским националистами было вырезано большинство поляков села. По некоторым данным в 9 близлежащих населённых пунктах во время сентябрьских выступлений украинскими националистами было убито 129 поляков.
По некоторым данным, всего в антипольских акциях в сентябре 1939 года участвовало более 7 тысяч оуновцев. Но в целом, они носили спорадический характер и были направлены на представителей польской администрации и полицейского аппарата, а не против поляков как таковых. Выступления украинских националистов против поляков во время сентябрьской кампании не были скоординированным восстанием, это были инициированные снизу выступления против отступающих поляков.
После раздела Польского государства, предпринятого СССР и Германией, видный украинский этнограф, глава УЦК Владимир Кубийович, связанный с мельниковским крылом ОУН, предлагал размежевание территории Генерал-губернаторства Польши посредством переселения населения.
Вопрос отношения украинских националистов к полякам был затронут на апрельском съезде ОУН-Б 1941 г. Касательно поляков в постановлениях говорилось следующее: «ОУН борется против акции тех польских группировок, которые стремятся к возобновлению польской оккупации украинских земель. Ликвидация антиукраинских акций со стороны поляков является предварительным условием урегулирования взаимных отношений между украинской и польской нациями» (п. 16). После присоединения бывших восточных кресов к Советскому Союзу значение польского вопроса для ОУН снижалось, поэтому ему было уделено сравнительно небольшое внимание.
Таким образом, к началу Великой Отечественной войны украинские националисты уже подошли с предубеждением против Польши, которая рассматривалась ими как извечный враг, и поляков. Но намерений каким-либо образом избавиться от поляков руководство ОУН не демонстрировало. Больший радикализм демонстрировала часть низового актива ОУН и простого украинского населения, которые, пользуясь случаем, зачастую предпринимали разного рода противопольские акции.
Несмотря на то, что отдельные убийства поляков украинскими националистами случались и в 1942 г., в начале этого года ещё ничего не предвещало массовой бойне, которая случиться в следующем году. В это время на Советской Украине отдельные поляки принимали активное участие в деятельности украинского бандеровского подполья.
На ІІ Конференции ОУН-Б в апреле 1942 г. в отношении поляков украинские националисты выступали «за умиротворение польско-украинских отношений» «на платформе самостоятельных государств и признания и уважения права Украинского Народа на Западноукраинские земли». В то же время ОУН продолжала борьбу против «шовинистических настроений поляков и аппетитов относительно Западноукраинских земель, против антиукраинских интриг и попыток поляков занять важные сферы хозяйственно-административного аппарата Западноукраинских земель ценой отстранения украинцев». Ещё до создания УПА на территории Западной Украины постепенно активизировался опасный враг украинского националистического подполья — Армия Крайова (АК) и ряд связанных с ней мелких польских организаций. Военно-политическое руководство АК считало Западную Украину «исконно польскими землями» и стремилось создать там относительно сильные структуры, для того, чтобы встретить Красную армию. По мысли поляков, руководители АК хотели принять Красную армию как союзника и партнёра и тем самым способствовать включению Западной Украины, Западной Белоруссии и Виленского края в состав послевоенной Польши. Польское восстание предполагалось поднимать в немецком тылу непосредственно перед линией фронта по мере приближения советско-германского фронта. Со своей стороны, руководство ОУН (б) вовсе не желало, чтобы на их земле вооружённые польские националисты реализовывали свои замыслы, а после войны снова забрали бы себе этот регион. УПА должна была послужить противовесом АК — не допустить господства поляков в лесных массивах Волыни и горах Карпат.
С 1942 г. на Холмщине польская полиция стала проводить облавы на оуновских активистов, греко-католических священников, интеллигенцию. В некоторых случаях украинцев уничтожали целыми семьями. Летом 1942 года ОУН предупреждала поляков об ответственности за антиукраинские акции на Холмщине. В издании УПА «По поводу Холмских событий» («З приводу Холмських події») украинские националисты предупреждали поляков: «Мы не зовем к отплате, ведь мы отдаем себе отчет, чем она в данный момент могла бы окончиться. Но, если убийцы („нищителi“) думают, что нас таким способом уничтожат — то ошибаются». В статье сами националисты признавали, что на Холмщине поляки уничтожают только «сознательное» украинское население. Ряд украинских историков считает, что убийства украинцев на Холмщине в 1942 году совершались и бойцами Армии Крайовой. Например, Иван Патриляк и Анатолий Боровик пишут, что в ходе акций АК на Холмщине в декабре 1942 — марте 1943 года было убито 2000 украинцев, несколько тысяч стали беженцами. Польский историк Гжегож Мотыка пишет, что убийства украинцев аковцами на Холмщине начались только в 1943 году уже как ответ на действия УПА.
Точное время принятия решения об очистке Волыни от поляков является предметом оживлённых историографических споров. По мнению историка В. Филяра, решение о проведении антипольских акций было принято руководством ОУН ещё в конце 1942 г. и окончательно оформлено на ІІІ Конференции, хотя у ОУН уже до войны существовали планы выселения поляков с Волыни. Он приводит свидетельства, что украинские националисты ещё в 1942 г. начали одиночные нападения на польские села на Волыни, жертвами которых становились десятки мирных людей. По его мнению, действия украинских националистов во время войны были целенаправленными и неслучайными, а поляки были, безусловно, обороняющейся стороной. Такого же мнения придерживается Ева Семашко. Она считает, что решение об уничтожении поляков было принято на ІІІ Конференции ОУН-Б, а сами нападения на польские села в массовом порядке начались ещё раньше — осенью 1942 года. Убийство поляков она однозначно расценивает как геноцид. Мнение о том, что ОУН приняла решение об устранении всех поляков с украинских земель в начале 1943 г., разделяет и К. Бергкофф. В. Филяр высказал предположение, что на ІІІ Конференции ОУН-Б было принято решение о начале «национальной революции», а краевым проводам давалась возможность выбора форм борьбы в зависимости от ситуации.

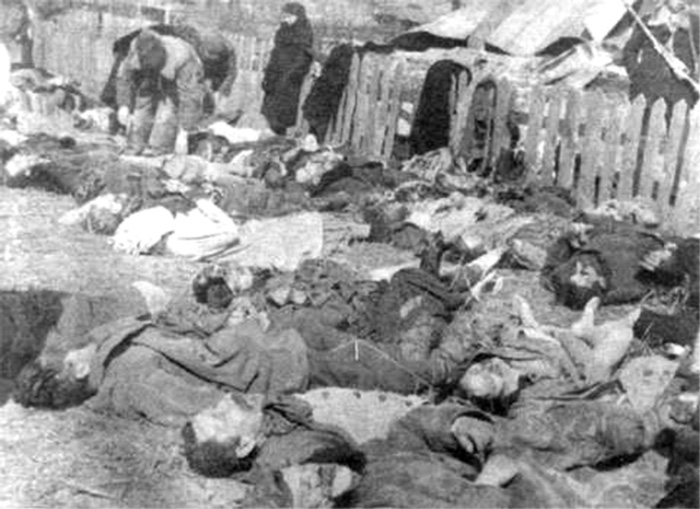
Поляки — жертвы акции УПА 26 марта 1943 года в ныне несуществующем селе Липники, Костопольский район (Волынь)

В конце июня — в июле 1943 года началась новая волна нападений, ещё сильнее, чем апрельская. В отличие от весенних акций, теперь нападения распространились и на Запад Волыни, в Луцкий, Владимирский и другие округа. Незадолго до неё украинские националисты стали распространять листовки, разъясняющие украинскому населению позицию УПА относительно польского населения. В одной из них украинские националисты заявляли, что не имеют «никаких вражеских замыслов против польского народа» и желают ему «завоевать для себя Самостоятельное Национальное Государство на своей этнографической территории», хотя при этом поляки обвинялись в прислужничестве большевикам и немцам, в том, что их села служат базами для большевистских партизан. Листовка завершалась призывом к украинцам вступать в УПА и совместно бороться «против захватчиков и их прислужников». Однако упоминания об этой масштабной антипольской акции отсутствуют в немецких документах, донесениях советских партизан и в документах УПА. Некоторые украинские историки рассматривают нападение УПА на польские села в качестве превентивной меры, призванной предупредить якобы планировавшееся Армией Крайовой (АК) нападение 15 июля на повстанческие базы. Например, Иван Марчук назвал удар по польским селам и колониям 11-12 июля «превентивным актом, осуществленным, чтобы сделать невозможным реализацию польских планов, которые должны были завершиться в конце концов новой оккупацией украинских земель».
По мнению Гжегожа Мотыки на ІІІ Съезде ОУН-Б либо принято решение о расширении Волынских антипольских акций на Галичину, или, что вероятнее, была дана свобода рук в этом вопросе новому главнокомандующему УПА Роману Шухевичу, который после своей осенней инспекции на Волынь принял решение распространить волынскую практику антипольских акций и в Галиции. Никаких резких изменений политики по отношению к полякам не произошло. На Третьем Съезде глава УПА Дмитрий Клячкивский был подвергнут критике за «антипольские акции» Михаилом Степаняком и Николаем Лебедем, поскольку они компрометируют всю организацию. Однако тогда его поддержали Роман Шухевич и ряд видных полевых командиров. В сентябрьском указе 1943 г. главам СБ надрайонов на Волыни разъяснялось, кто принадлежал к категории врага. «За врагов украинского народа следовало считать всех коммунистов, вне зависимости от их национальности, ляхов, всех сотрудников немецкой полиции, вне зависимости от их национальности», а также украинцев, которые выступали против УПА.
К осени 1944 г. отношение ОУН (б) к польскому вопросу окончательно изменилось. Во временной инструкции организационной референтуры Краевого провода ОУН на Западноукраинских землях указывалось, что поскольку ситуация на фронте складывается не в пользу украинской и польской сторон, то они должны перейти к совместным действиям против оккупантов. В связи с этим в документе подчеркивалась необходимость усиления пропаганды ОУН для поляков. Руководство УПА-Запад также выступало против репрессий по отношению к мирному польскому населению. В приказе 9/44 от 25.11.1944 г. главы УПА-Запад Василия Сидора отмечалось, что «репрессируется ни в чём не повинная польская масса», в то время как «польская милиция, издевающаяся над народом, не разогнана, хотя эта задача одна из самых наилегких». В приказе также отмечалось, что «бои производятся для боев, а не для дела революции, политический момент во внимание совсем не принимается». Но случаи убийства поляков продолжались и зимой 1944 г. Например, 10 декабря 1944 г. в селе Силки Краснянского района Львовской области украинские националисты захватили 3-х поляков и одного расстреляли.
Ситуация на фронте между тем продолжала изменяться. Ещё зимой 1944 г. советскими войсками была освобождена большая часть Волыни. К осени 1944 г. большая часть украинских земель была уже освобождена советскими войсками. 9 сентября между властями УССР и Польским комитетом национального освобождения (ПКНО) было подписано соглашение об обмене населением. По нему поляки Галичины должны были быть переселены в Польшу, а украинцы Закерзонья в СССР.
Отдельные убийства мирных поляков продолжались в различных регионах Западной Украины и в первые месяцы 1945 года. При этом польские погромы иногда выливались в уничтожение уповскими боевиками десятков людей, хотя иногда поляки являлись членами УПА. Действовавшие на территории Польши отряды УПА совершали нападения на поляков вплоть до завершения акции «Висла» в начале 1947 года.
В целом историки солидарны в том, что жертвами резни только на Волыни стало не менее 30-40 тысяч поляков, а с учётом других территорий, число поляков, погибших от рук ОУН и УПА в 1943—1947 годах, современные польские историки оценивают цифрами от 75 до 100 тысяч человек. Наибольшее количество жертв назвала Ева Семашко — более 130 тыс. человек.
По мнению ряда украинских историков, нападения на польские селения совершали и спецподразделения НКВД, одетые как бойцы УПА, главным образом c целью уничтожения польского подполья, вынуждая поляков искать контакты с красными партизанами, стимулируя сотрудничество с советскими властями, а также инициируя нападения на украинские села, особенно поддерживавшие УПА или служившие их базами. Среди этих подразделений были те, в рядах которых входили бывшие бойцы УПА, работавшие на НКВД. 30 ноября 2007 года Служба безопасности Украины (СБУ) опубликовала архивы о том, что на Западной Украине до 1954 года действовало около 150 таких специальных групп, общей численностью в 1800 человек.

## ОУН и русские

### Межвоенный период
Отношение украинских националистов к России и русскому народу мало чем отличалась от отношения к полякам. Но, в отличие от поляков, которые были крупнейшим этническим меньшинством на западноукраинских землях и доминировали в некоторых крупных городах, русские составляли незначительную часть населения западноукраинских земель. Поэтому отношение украинских националистов к русским скорее определялось не опытом каждодневного общения с ними, а сложившейся западноукраинской традицией отношения к России, к русским и «русскому» господству на Советской Украине.
Представления об имперской сущности России появились задолго до возникновения ОУН. Первая мировая война способствовала мобилизации западноукраинского общества под антироссийскими знаменами. Идея освобождения Украины от гнёта «Москвы» содержалась в платформе Союза освобождения Украины — организации, во время Первой мировой войны выступавшей на стороне Австро-Венгрии и стремившейся к созданию украинской государственности под скипетром австрийского монарха. Уже тогда появляются в украинской политической публицистике определения России — «московский враг-варвар».
Неприязнь к России усилилась после гражданской войны и поражения украинской борьбы за независимость 1918—1921 годов. Симон Петлюра проделал путь от уверенности в том, что украинское государство должно стать основой возрождения России, к представлению о том, что и царская Россия, и советская «представляют собой только разные формы московской деспотии и империализма», поскольку «все эти формы „братского“ сожительства мы на протяжении истории хорошо на себе испытали и ощутили, убедившись в деструктивно-деморализующем их влиянии на наш народ».
С самого начала деятельности ОУН представляла СССР империей, всего лишь продолжавшей политику царского правительства. Такой вывод делался на основании изучения экономического положения и развития Украины в составе СССР. Именно в политике России и Советского Союза, равно как и других государств, националисты видели причину того, что Украина была аграрной, а не промышленной страной. При этом русские и польские квалифицированные рабочие характеризовались как «вражеский элемент».
Спровоцированный насильственной коллективизацией сельского хозяйства голод в УССР в 1932—1933 годах только способствовал усилению ненависти к Москве. В изданиях украинских националистов были напечатаны заметки, посвящённые голоду. В них политика Советского Союза по отношению к украинцам рассматривалась как ещё одно звено в цепи русской политики, направленной на уничтожение Украины, начиная с Андрея Боголюбского. По мнению украинских националистов, Москве преднамеренно решила уничтожить весь украинский народ, и заселить его земли колонистами. В 1933 году Провод украинских националистов выступил с заявлением, в котором на «Москву» возлагалась ответственность за «уничтожение украинского населения голодом».

### Вторая мировая война
Перед началом Великой Отечественной войны руководство ОУН мыслило в геополитических категориях и воспринимало Украину как последнюю европейскую преграду перед Азией. Россия, безусловно, отождествлялась с Азией: «Польша на протяжении истории была всегда выразителем государственной воли Западной Европы, Россия же стала в мировоззренческом и государственно-политическом плане наследницей кочевых орд Азии, является носителем антиевропейски направленных разрушительных сил Востока».
В меморандуме ОУН 1940 года можно встретить идею о необходимости совместной борьбы Украины и «порабощенных Москвой народов» за установление нового порядка в Восточной Европе. При этом на Украину возлагается практически мессианская геополитическая роль: «Ведь только Украина будет в состоянии удерживать разрушительные и внеевропейские силы на европейском восточном фронте и, кроме того, нести идею национального нового порядка соседним народам азиатского континента. Это задание будет для Украины тем более легким, поскольку она уже сегодня организует порабощенные Москвой народы на борьбу против большевистского распада и ведёт их в этой борьбе». Именно Украина должна была стать той силой, которая освободит «порабощённые» народы России: «Для украинской национальной революции, которая происходит из борьбы за построение Украинского государства, возникает долг также устроить теперешнее „российское пространство“ и принести свободу народам, находящимся в российском рабстве».
На ІІ Съезде ОУН(б) в 1941 году отношение к Москве также нашло своё отражение. В своих постановления ОУН заявляла, что борется не просто за свою свободу, но и «за уничтожение несвободы, за развал московской тюрьмы народов, за уничтожение всей коммунистической системы, за уничтожение всех привилегий, разделений, и различий на классы и всех прочих пережитков и предрассудков», «за свободу всех народов, порабощенных Москвой, и их право на свою собственную государственную жизнь» (пп. 7, 8). Этот пункт был продолжением геополитических идей ОУН, выраженных в манифесте 1940 года.
К моменту нападения Германии на СССР в ОУН уже сформировались основные стереотипы о России и русских. В России украинские националисты видели «исторического врага» Украины, а СССР рассматривали как новое воплощение русского империализма. На этом этапе украинские националисты не различали русский империализм и русских, русский народ выступал лишь в качестве носителя извечного русского великодержавного империализма. Противостояние Украины и России, украинцев и русских осмыслялось украинскими националистами в качестве цивилизационного конфликта между европейской Украиной и азиатской Россией. Поэтому на Украину возлагалась задача защиты Европы от империализма Москвы.
С созданием УПА в начале 1943 года отношение ОУН к русским кардинально поменялось — от полного неприятия и восприятия в качестве главного врага до признания русских «порабощенным народом» и стремления включить их в свою борьбу против сталинского режима и СССР. Если до ІІІ Съезда русский народ провозглашался непосредственным поработителем Украины, то после оного в ОУН произошло изменение отношения к русскому народу как таковому, но не к России и «её» политике к украинскому народу. Так, в листовках, адресованных УПА русским с 1943 года, главным врагом стал провозглашаться не русский народ, а Сталин. Например, в июне 1943 года ГК УПА была выпущена листовка, обращённая к русским. В ней русских призывали не служить империалистическим интересам Гитлера и Сталина, вступать в ряды УПА для совместной борьбы против империализмов всех родов. По мнению составителей обращения, русские были таким же «порабощенным» Сталиным народом, как и остальные народы СССР, и сами нуждались в освобождении, которое могло быть достигнуто путём отказа от имперской политики советского руководства и построения России в её этнографических границах. Примечательно, что русские Украины призывались к совместной с УПА борьбе за Россию в её этнографических территориях (но не за совместную борьбу за будущую многонациональную Украину, то есть первый вариант представлялся украинским националистам более предпочтительным). В этой листовке русские, в отличие от идеологических работ, размещавшихся в «Идее и действии», рассматриваются не в качестве имперского, но в качестве равнопорабощенного народа: «Русский народ сейчас порабощен правительством коммунизма не хуже других народов». В дальнейшем УПА выпустила ещё ряд листовок подобного содержания.
Каким бы ни было изменение отношения ОУН к русскому народу, после разгрома националистического подполья на Украине все эти изменения были сведены на нет. После войны отношение ЗЧ ОУН к русским не изменилось и, как и в начале войны, русский народ продолжал рассматриваться как главный империалистический народ. Российский империализм и русский народ при этом полностью отождествлялись Примечательно, что ОУН(з) (Организация украинских националистов за кордоном), отколовшаяся от ЗЧ ОУН во главе со С. Бандерой, рассматривала себя как силу, продолжавшую изменения в идеологии организации, принятые на ІІІ Чрезвычайном съезде ОУН-Б, делала различие между русскими как «порабощенным» народом и русским империализмом.

## ОУН и прочие национальности

### Румыны
К историческим врагам украинские националисты относили и румынов. Как и в межвоенной Польше, здесь в ответ на ассимиляторскую политику возникло украинское подполье. Ненависть к румынам только усилилась с началом Второй Мировой войны. Однако никаких действий против румын украинские националисты провести не успели, так как вскоре после нападения Германии на СССР территории, где проживали румынское меньшинство, было оккупированы румынскими войсками соответственно. Что же касается отношений Украинской повстанческой армии с Румынией, то они в 1944 году складывались с такими же эксцессами, как с Третьим Рейхом. С румынами, помимо Северной Буковины, оккупировавшими и так называемую Транснистрию (Приднестровье) — территорию между Южным Бугом и Днестром — ОУН и УПА стремились заключать соглашение. Бывший руководитель ОУН в Приднестровье Тимофей Семчишин на допросе в НКВД 24 октября 1944 г. показал, что в ходе переговоров в Кишиневе с представителями маршала Иона Антонеску 17-18 марта 1944 г. между ОУН и УПА и Румынией были достигнуты устные договоренности по всем вопросам. Исключением стало непризнания со стороны ОУН восточной румынской границы, существовавшей до июня 1940 г. Поэтому договор так и не был подписан. Однако против румын УПА практически не воевала, а лишь ограничилась антирумынской агитацией и терактами против представителей румынской администрации в Северной Буковине.
В июне и июле 1949 одна из сотен УПА организовала рейд в Румынию, чтобы установить там контакты c антикоммунистическим подпольем. Результаты этого рейда не известны.

### Венгры
Не менее враждебно украинские националисты относились к венграм. Эта неприязнь лишь усилилась в связи с событиями на Карпатской Украине весной 1939 года. Иван Климов после нападения Германии на СССР готовил листовки Краевого провода ОУН (Б) с антивенгерскими призывами и призывал уничтожать венгров наряду с евреями, русскими и поляками: «Ляхов, жидов, мадьяров, коммунистов уничтожай без милосердия, не жалейте врагов украинской народной революции!».
В свою очередь в начале войны, в зоне оккупации Венгрии венгерские войска в нескольких случаях спасали еврейское население от погромов украинскими националистами. В Городенке оуновская организация «Сечь» была распущена венграми. Венгерскими войсками были подавлены начавшиеся погромы в Мельнице-Подольской, Станиславе, окрестностях Лавочного. В последнем случае погром был спровоцирован призывами местного украинского священника. В Мельнице-Подольской созданной после отхода советских войск украинской полицией евреям было приказано эксгумировать тела 12 убитых НКВД заключённых. Город балансировал на грани погрома, но из-за вмешательства религиозных общин погрома удалось избежать. Окончательно ситуация нормализовалась после прихода венгерских войск.
Еврейский погром состоялся также в Надворной. Евреев украинские националисты обвиняли в том, что они убили заключённых тюрем. В погроме погибли десятки евреев. В Рожнятове украинская милиция начала издевательства над евреями до прибытия венгерских войск. После прихода венгров начался активный поиск евреев-коммунистов. В Озерянах только вмешательство венгерских войск предотвратило расстрел нескольких евреев украинскими националистами.
После отхода советских войск и до прихода немецких двухдневный еврейский погром произошел в Коломыи. По воспоминаниям выживших евреев украинцы согнали евреев к монументу Ленину и после мучений приготовили к расстрелу, только приход главы города Алинкевича спас евреев. После погрома в Коломые ОУН призывала в своей прессе народ не поддаваться на московские и польские провокации и не совершать еврейские погромы, компрометирующие «украинское государствотворческое движение». Одновременно евреев обвиняли в том, что они стоят в «авангарде московского большевизма» и «англо-американских паразитов-плутократов».
В некоторых городах (например, Болехове) во время погрома уничтожались в первую очередь евреи-«коллаборационисты», сотрудничавшие с советской властью, коммунисты, комсомольцы и т. д. Погром здесь, как и во многих других городах венгерской оккупации, с приходом войск был остановлен, но к тому времени уже погибло более десятка людей.
С созданием УПА украинские националисты стремились к тому или иному сотрудничеству с венграми. В начале 1943 года прошли переговоры между ОУН и венгерскими силами состоялись на Волыни и носили локальный характер. Были заключены договорённости между формирующимися отрядами УПА и местными венгерскими войсками в январе 1943 г. Стороны договорились о взаимном нейтралитете. Украинские националисты в обмен на продовольствие и скот получили некоторое количество оружия.
Но соглашение порой нарушалось венгерской стороной, солдаты которой продолжали собирать продовольствие с местного украинского населения. Одновременно украинские националисты адресовали свои листовки-обращения солдатам венгерской армии. Например, в листовке, адресованной венгерским солдатам и изданной в январе 1944 года, УПА призывала венгерских солдат не выступать против УПА, а помогать ей, поскольку «помощь революционным движениям — этот удар по большевизму». Поэтому венгров призывали: «входите в контакт с Украинской Повстанческой Армией, завязывайте с ней тесные отношения, помогайте оружием и амуницией».
Заключение соглашения о нейтралитете с Венгрией несколько противоречило духу национальной политики ОУН-Б по отношению к венграм, антивенгерским призывам Ивана Климова-«Легенды» в начале войны, но полностью было в русле логики развития событий, диктовавшей необходимость искать союзников, и соответствовало решениям ІІІ Конференции ОУН о ликвидации второстепенных фронтов борьбы.
В то же время в Станиславской области (современная Ивано-Франковская область) венгерские войска защищали польское население от террора УПА и с мая 1944 вели активные боевые действия против отрядов УПА. Немецкое командование долгое время выступало против проведения венгерскими частями ответных карательно-пацификационных мероприятий, но все-таки дало своё согласие на эти акции. Вследствие этого во второй половине мая 1944 состоялась массовая репрессивная акция, проведённая на территории ряда районов венгерскими частями. Между немецко-венгерскими подразделениями и УПА происходили ожесточённые столкновения, которые порой продолжались несколько дней, но вскоре закончились из-за того, что советско-германский фронт приближался, и обе стороны решили остановить ненужное кровопролитие. В тот момент, когда между венграми и УПА вновь достигалось понимание, повстанцы не только прикрывали отступление венгров, но и выводили их из окружения за умеренную плату — оружием.

### Нерусские народы СССР
Отдельный вопрос — отношение оуновцев к цыганам. Цыгане составляли достаточно небольшое меньшинство на западноукраинских землях. Известно, что, по крайней мере, часть националистов их не очень жаловала. Например, в обращении к украинцам Холмщины и Подляшья, написанном от имени группы УПА «Туров», было сказано: «для уничтожения украинского народа вечный враг Украины Москва шлет целые ватаги цыган, москалей, жидов и прочей сволочи, т. наз. „красных партизан“»
На І Войсковой Конференции Главной военной командой было решено венгров, чехов и румын не трогать. «Не трогать» предписывалось также «других нацменов СССР».
К военнопленным из западноевропейских стран (англичане, французы, голландцы, бельгийцы) надлежало относиться наилучшим образом и сразу же освобождать.
При формировании УПА в начале 1943 в её состав попали представители других, помимо украинской, национальностей. Как правило, это были бывшие красноармейцы, сумевшие сбежать из германского плена либо же члены национальных формирований германской полиции порядка. Среди них был много тех, кто чисто случайно попадал в УПА и совсем не понимал особенности военно-политической ситуации на Западной Украине. Органы разведки УПА также отслеживали те подразделения Вермахта и Красной Армии, где возникали конфликты, связанные с межнациональными и религиозными проблемами.
В то же время в УПА встречались дезертировавшие немецкие солдаты и итальянцы. Абсолютная численность солдат из национальных легионов УПА была не велика. В то же время национальные формирования на определённом этапе в некоторых районах составляли довольно существенную часть УПА. Так, по сообщению партизанского объединения Александра Сабурова, датированному 15 февраля 1944 года, отряды УПА на Волыни до 40 % состояли из «националов»: ингушей, осетин, черкесов, турок, русских.
Уже к началу декабря 1943 г. отношение ОУН к национальным отделам УПА резко изменилось. Во «Временной инструкции в делах прочих национальностей (неукраинцев) на востоке Европы и Азии при УПА или находящихся на территории деятельности УПА» от 2 декабря говорилось, что национальные отделы при УПА националисты организовывали «для конкретных политических задач», поэтому отношение к ним военных команд УПА должно было быть согласовано с политическим центром «порабощенных народов» востока Европы и Азии. Формирование новых национальных отделов предписывалось остановить, а уже сформированные отстранить от боевых действий и разместить на территории так, чтобы изолировать от прочих национальных отделов, однако чтобы это не препятствовало доступу к национальным отделам политического центра (політичного осередка). 15 января 1944 г. комендант СБ штаба УПА-Север Василий Макар издал инструкцию «Прекратить ведение агитации в чужих подразделениях (шуцманы, казаки, добровольные отряды нацменов, военнопленные красноармейцы, красные партизаны, немцы, венгры, красноармейцы) с целью их перехода на сторону УПА. Тех, кто перейдет самостоятельно, не включать в отряды УПА. Держать их отдельно от подразделений, не раскрывать связей. Особое внимание обратить на перебежчиков — одиночек и малые группы… Всех передавать в органы СБ для проверки (обязательно)».
С приближением советских войск опасность для «националов» в УПА возрастала, поскольку их существование облегчало советским спецслужбам внедрение своей агентуры. В приказе № 3/44 командирам УПА и руководителям и тыла в делах контрразведки ВО «Заграва» от 4 марта 1944 г. приказывалось особое внимание обратить на сексотов из нацменов — «туркменов, узбеков, белорусов и прочих».
Украинские националисты стремились найти контакты и с представителями других националистических движений, борющихся против большевиков. При этом украинские националисты не были очень уж разборчивыми в определении участников фронта «порабощенных народов». К ним они относили все антибольшевистские и не национал-социалистические силы, включая румынскую железную Гвардию во главе с Хорией Симой. Согласно показаниям Михаила Степаняка, ОУН ещё ранее налаживала связь с четниками и железно-гвардейцами. В пример противобольшевистской борьбы народов, сражающихся «против московского ставленника Тито», украинские националисты приводили сербов и хорватов, четников и усташей, как известно, конфликтовавших между собой. Однако украинским националистам это совершенно не мешало, поскольку их основной целью было найти поддержку как можно большего числа антибольшевистских режимов. С февраля 1945 г. даже Армия Крайова, с которой УПА ранее жестоко враждовала, приводилась в качестве примера национальной противобольшевистской борьбы «порабощенных народов».